# Boston Bulldogs
El Boston Bulldogs fue un equipo de fútbol de los Estados Unidos que alguna vez jugó en la desaparecida USL D3 Pro League.

## Historia
Fue fundado en el año 1996 en la ciudad de Framingham, Massachusetts con el nombre Worcester Wildfire y militó en la desaparecida USISL A-League entre 1997 y 2000, pasando por problemas financieros que provocaron problemas en el club para encontrar lugares de entrenamiento.
Su dueño fue John Curtis, quien también era dueño del Cape Cod Crusaders y del equipo de fútbol femenil Boston Renegades, pero se vio forzado a vender al club en 1998. El club fue considerado como un equipo filial del New England Revolution de la MLS, ya que el club produjo jugadores como John Busch, quien jugó para Estados Unidos en 2005, y Steve Nicol, quien tuvo gran éxito en la MLS.
Fue uno de los equipos fundadores de la desaparecida USL D3 Pro League en 2001, pero el club desapareció al finalizar la temporada.

## Palmarés
- USL D3-Pro League División Norte: 1

2001

## Temporadas
| Año     | División      | Liga              | Temporada Regular   | Playoffs     | US Open Cup  |
| ------- | ------------- | ----------------- | ------------------- | ------------ | ------------ |
| 1996    | 2             | USISL Pro League  | 9º Northeast        | No clasificó | No clasificó |
| 1996/97 | N/A           | USISL I-League    | Calendario Limitado | No clasificó | N/A          |
| 1997    | 2             | USISL A-League    | 6º, Northeast       | No clasificó | No clasificó |
| 1998    | 2             | USISL A-League    | 5º, Northeast       | No clasificó | 3.ª Ronda    |
| 1999    | 2             | USISL A-League    | 6º, Northeast       | No clasificó | No clasificó |
| 2000    | 5º, Northeast |                   |                     |              | No clasificó |
| 2001    | 3             | USL D3-Pro League | 1º, Northern        | Semifinales  | Semifinales  |

## Entrenadores
- Nigel Boulton: 1997
- John Kerr: 1998-99
- Steve Nicol: 1999, 2000–01